# SummerSlam (1994)
SummerSlam 1994 fue la séptima edición de SummerSlam, un evento pago por visión de lucha libre profesional producido por la World Wrestling Federation (WWF). Tuvo lugar el 29 de agosto de 1994 desde el United Center en Chicago, Illinois.

## Resultados
- Dark match: Adam Bomb derrotó a Kwang
  - Bomb cubrió a Kwang.
- Bam Bam Bigelow y Irwin R. Schyster (w/Ted DiBiase) derrotaron a The Headshrinkers (Fatu y Samu (w/Afa Anoai y "Captain" Lou Albano) por descalificación (6:45)
  - Afa atacó a Bigelow después de que éste golpeara a Albano, descalificando a Fatu y Samu.
- Alundra Blayze derrotó a Bull Nakano (w/Luna Vachon) reteniendo el Campeonato Femenino de la WWF (8:10)
  - Blayze cubrió a Nakano con un "Bridging German Suplex".
- Razor Ramon (w/Walter Payton) derrotó a Diesel (w/Shawn Michaels) ganando el Campeonato Intercontinental de la WWF (13:55)
  - Ramon cubrió a Diesel después de que Michaels accidentalmente aplicara una "Sweet Chin Music" a Diesel.
- Tatanka derrotó a Lex Luger (6:00)
  - Tatanka cubrió a Luger con un "Roll-Up".
- Jeff Jarrett derrotó a Mabel (w/Oscar) (5:45)
  - Jarrett cubrió a Mabel con un "Roll-Up".
- Bret Hart derrotó a Owen Hart en una Steel Cage Match reteniendo el Campeonato de la WWF (32:22)
  - Bret ganó escapando de la estructura.
  - Esta lucha fue calificada con 5 estrellas por el periodista Dave Meltzer, siendo así el segundo combate de la WWE en recibir esta calificación.
- The Undertaker (w/Paul Bearer) derrotó a The Undertaker (w/Ted DiBiase) (8:57)
  - Undertaker cubrió a "Undertaker" después de tres "Tombstone Piledrivers".
  - Este fue el primer combate de Undertaker desde el Royal Rumble.

## Otros roles
| Comentaristas - Vince McMahon - Jerry "the King" Lawler Entrevistadores - Todd Pettengill - "The Macho Man" Randy Savage | Anunciadores - Howard Finkel Árbitro - Earl Hebner - Mike Chioda - Jack Doan |